# Psychoda absidata
Psychoda absidata és una espècie d'insecte dípter pertanyent a la família dels psicòdids.

## Descripció
- La femella fa entre 0,68-0,80 mm de llargària a les antenes, mentre que les ales li mesuren 1,15-1,45 de longitud i 0,45-0,62 d'amplada.
- El mascle no ha estat encara descrit.[2]

## Distribució geogràfica
Es troba a Indonèsia: Papua Occidental.